# Karin Dor
Karin Dor (Wiesbaden, 1938. február 22. – München, 2017. november 6.) német színésznő.

## Életpályája
Wiesbadenben született. 1953-ban debütált a filmvásznon. Az 1960-as években lett népszerű színésznő Edgar Wallace és Karl May filmjeiben. A Csak kétszer élsz (1967) című James Bond-filmben és Alfred Hitchcock Topáz (1969) című filmjében is szerepelt. A későbbi években inkább színpadi szerepeket játszott. 1977–1987 között nem szerepelt filmben. 2008-ban ismét a müncheni színpadon volt látható.

## Magánélete
1954–1968 között Harald Reinl (1908–1986) filmrendező volt a férje. 1972–1974 között Günther Schmucker volt a párja. 1988–2007 között George Robotham (1921–2007) amerikai kaszkadőrrel élt együtt.
2017. november 6-án hunyt el egy müncheni ápolóházban.

## Filmjei
- A hallgató angyal (Der schweigende Engel) (1954)
- Az ő nagy vizsgája (Ihre große Prüfung) (1954)
- Amíg élsz (Solange du lebst) (1955)
- Santa Lucia (1956)
- A zillertali ikrek (Die Zwillinge vom Zillertal) (1957)
- Havasi rózsa és gyopár (Almenrausch und Edelweiß) (1957)
- Évával kezdődött a bűn (Mit Eva fing die Sünde an) (1958)
- 13 öreg szamár (13 kleine Esel und der Sonnenhof) (1958)
- Botrány Dodo körül (Skandal um Dodo) (1959)
- A rémület bandája (Die Bande des Schreckens) (1960)
- A zöld íjász (Der grüne Bogenschütze) (1961)
- A londoni pénzhamisító (1961)
- Dr. Mabuse láthatatlan karmai (Die unsichtbaren Krallen des Dr. Mabuse) (1962)
- Az Ezüst-tó kincse (1962)
- A borzalom szőnyege (Der Teppich des Grauens) (1962)
- A fekete özvegy titka (Das Geheimnis der schwarzen Witwe) (1963)
- A fehér pók (Die weiße Spinne) (1963)
- A blackmoori kastély fojtogatója (Der Würger von Schloß Blackmoor) (1963)
- Winnetou 2. – Az utolsó renegátok (1964)
- 13-as szoba (Zimmer 13) (1964)
- Az utolsó mohikán (Der letzte Mohikaner) (1965)
- A halott vendégek szállodája (Hotel der toten Gäste) (1965)
- A Nibelungok I.-II. (1966–1967)
- Csak kétszer élsz (1967)
- A kígyóverem és az inga (Die Schlangengrube und das Pendel) (1967)
- Caroline, drágám (1967)
- Winnetou és Old Shatterhand a Halál Völgyében (1968)
- Topáz (1969)
- A választ csak a szél ismeri (1974)
- Álom és szerelem (1998–2011)
- A másik nő (2006)
- Álomhajó (2010)

## Fordítás
- Ez a szócikk részben vagy egészben  a   Karin Dor című angol Wikipédia-szócikk ezen változatának fordításán alapul.  Az eredeti cikk szerkesztőit annak laptörténete sorolja fel. Ez a jelzés csupán a megfogalmazás eredetét és a szerzői jogokat jelzi, nem szolgál a cikkben szereplő információk forrásmegjelöléseként.